# Changement climatique au Moyen-Orient et en Afrique du Nord

Carte du Moyen-Orient de la classification climatique de Köppen

Carte de l'Afrique de la classification climatique de Köppen

Le changement climatique au Moyen-Orient et en Afrique du Nord fait référence aux manifestations du réchauffement climatique dans la région MENA et aux stratégies de réponse, d'adaptation et d'atténuation des pays de la région. En 2018, la région MENA a émis 3,2 milliards de tonnes de dioxyde de carbone et produit 8,7 % des émissions mondiales de gaz à effet de serre (GES) alors qu'elle ne représentait que 6% de la population mondiale. La plupart de ces émissions proviennent du secteur de l'énergie, une partie intégrante de nombreuses économies du Moyen-Orient et d'Afrique du Nord en raison des vastes réserves de pétrole et de gaz naturel qui se trouvent dans la région, mais c' est également une région très polluante car tellement qu'il fait chaud,il faut climatiser les rues. ,.
Reconnu par les Nations unies, la Banque mondiale et l'Organisation mondiale de la santé comme l'un des plus grands défis mondiaux du 21e siècle, actuellement le changement climatique a un effet sérieux sur les systèmes naturels de la Terre,,. Les changements brusques de la température mondiale et du niveau de la mer, le changement des régimes de précipitations et la fréquence accrue des événements météorologiques extrêmes sont quelques-uns des principaux impacts du changement climatique identifiés par le Groupe intergouvernemental sur l' évolution du climat (GIEC). La région MENA est particulièrement vulnérable à de tels impacts en raison de son environnement aride et semi-aride, confronté à des défis climatiques tels que de faibles précipitations, des températures élevées et un sol sec,. Le GIEC prévoit que les conditions climatiques qui favorisent de tels défis pour la région MENA se détériorent tout au long du 21e siècle. Si les émissions de gaz à effet de serre ne sont pas significativement réduites, une partie de la région MENA risque de devenir inhabitable avant 2100,,.
On s'attend à ce que le changement climatique exerce une pression considérable sur les ressources en eau et agricoles déjà rares dans la région MENA, menaçant la sécurité nationale et la stabilité politique de tous les pays inclus. Cela a incité certains pays de la région MENA à s'engager sur la question du changement climatique au niveau international par le biais d'accords environnementaux tels que l' Accord de Paris. Une politique est également en cours d'élaboration au niveau national dans les pays de la région MENA, en mettant l'accent sur le développement des énergies renouvelables.